# La Guerre de la faille
La Guerre de la faille, ou Les Chroniques de Krondor, (titre original : The Riftwar Saga) est une trilogie de fantasy de l’écrivain Raymond E. Feist, publiée entre 1982 et 1986. Elle a d’abord été traduite en français sous le nom des Chroniques de Krondor, puis certaines éditions ont adopté le titre Krondor : La Guerre de la faille. 
Les Chroniques de Krondor désigne donc plus généralement l’ensemble de l’œuvre de Raymond Feist se déroulant sur Midkemia.

## Présentation de l’œuvre
L’action se déroule principalement dans l’univers de Midkémia dirigé par le roi Rodric de Rillanon, et le prince Erland de Krondor. Une invasion ennemie à travers une faille dimensionnelle vient bouleverser l’équilibre fragile de ce monde médiéval.

## La série
Cette série comprend trois tomes :
1. Magicien, 2005 ((en) Magician, 1982)Divisé selon les éditions en deux tomes paru dès 1998: Pug l'apprenti et Milamber le mage
2. Silverthorn, 1999 ((en) Silverthorn, 1985)
3. Ténèbres sur Sethanon, 2000 ((en) A Darkness at Sethanon, 1986)

## Romans de la trilogie

### Magicien
Ce roman est publié pour la première fois en 1982 et constitue le premier livre se déroulant dans cet univers de fiction. Il est suivi de plusieurs séries de livres développant l’univers de Midkémia. Originellement réduit en taille par l’éditeur, il a depuis été republié avec les parties supprimées. Magicien se décompose donc en deux tomes : Pug l’apprenti et Milamber le mage. Le roman couvre une période de 14 ans, et recoupe certains évènements de La Trilogie de l'empire coécrite avec Janny Wurts.
Magicien décrit les aventures d’un jeune orphelin appelé Pug et de son ami Tomas, dans la ville de Crydee, sur la reculée côte sauvage, aux frontières du royaume des Isles. Pug découvre son potentiel pour la magie, et se voit anobli pour avoir sauvé la fille du duc, pendant que son jeune ami Tomas se tourne vers une carrière de guerrier. D’étranges guerriers Tsurani pénètrent la région, et les Midkémians découvrent qu’ils proviennent d’un autre monde appelé Kelewan à travers des portails interdimensionnels, les failles. 
Pug et Tomas accompagnent le duc de Crydee Borric conDoin et son fils Arutha, qui tente de rejoindre son frère le prince de Krondor et son neveu le roi des Isles, afin de les prévenir de cette invasion et obtenir leur aide. Tomas se perd en chemin dans les anciens tunnels des mines de nains, et découvre un vieux dragon mourant qui lui fait cadeau d’une armure d’or. Isolé par l’hiver, Tomas reste en compagnie des nains et son armure magique le transforme en puissant guerrier.
Pug est capturé par les guerriers Tsurani au cours d’une expédition visant à s’approcher de la faille. Pendant plusieurs années, il devient esclave sur la planète Kelewan, de l’autre côté de la faille. Les Tsurani finissent par découvrir ses pouvoirs magiques, et les magiciens de ce monde (appelés les "Très Puissants") le récupèrent pour lui faire subir l’apprentissage de la magie supérieure. Il survit à cette formation intense, et se révèle un très puissant sorcier sous le nom de Milamber.
Après avoir essayé de s’adapter à la culture Tsurani, Pug finit par réaliser que ce monde est bien trop différent de celui qui a bercé son enfance et il retourne sur Midkemia. De son côté, Tomas découvre que son armure magique le transforme lentement en son ancien propriétaire, le guerrier Ashen-Shugar, de la race ancienne des Valherus. Cette race puissante depuis longtemps disparue, régnait sur de nombreux mondes avant de disparaitre après avoir tenté de combattre les dieux. Seul Ashen-Shugar survécut pour avoir refusé de prendre part au combat. Tomas devient de plus en plus puissant à mesure que son esprit s’unit à celui d’Ashen-Shugar, et il épouse Aglaranna, la reine des elfes d’Elvandar.
Après neuf années de guerre, l’alliance des nains, des elfes, et des armées du royaume, parvient à repousser les Tsurani jusqu’à la vallée où se trouve la faille. Une rencontre entre le roi et l’empereur de Tsurani est organisée pour signer un traité de paix, mais elle tourne à l’affrontement et la faille est refermée par le mystérieux sorcier Macros le Noir et Pug. Lyam conDoin, premier fils officiel du duc de Crydee, prend la place de Rodric sur le trône. Arutha devient prince de Krondor, et leur demi frère illégitime Martin (l'ainé) devient le nouveau duc de Crydee.

### Silverthorn
Suite de Magicien, Silverthorn revient sur l’univers de Midkémia, à la suite de la guerre de la faille. Le roman s’articule autour des aventures du prince Arutha, de Jimmy les Mains Vives devenu sire James de Krondor, le nouvel écuyer d’Arutha, et le ménestrel Laurie.
Un nouveau pouvoir maléfique, capable de réveiller les morts et de les faire combattre contre les vivants, menace le nouveau prince de Krondor, Arutha. Un assassin empoisonne mortellement sa femme, Anita, le jour de leurs noces. Arutha part en quête d’un antidote capable de la sauver. Son voyage l’amène aux confins du royaume, dans les terres des Moredhels.

### Ténèbres sur Sethanon
Ténèbres sur Sethanon décrit comment Murmandamus, l’ancien prophète noir Moredhel, dirige les forces des ténèbres et envahit le royaume des Isles dans le but de retrouver la pierre de Vie, un ancien artéfact capable de détruire toute forme de vie sur Terre et de ramener les anciens Valherus sur leur terre natale : Midkemia.
Seuls Pug et Tomas aidés de Macros le noir possèdent les pouvoirs suffisants pour s’opposer à Murmandamus. Arutha feint sa propre mort afin de les accompagner incognito dans les contrées nordiques, à la rencontre de leur puissant ennemi.

## Suites de la saga
Raymond E. Feist a écrit d’autres livres autour de l’univers de Midkémia.
- Les Nouvelles Chroniques de Krondor ou Krondor : L’Entre-deux-guerres comporte deux tomes dont le premier se déroule vingt ans après la guerre de la faille, et le second 9 ans après le premier.
- La Guerre des serpents comporte quatre tomes. L’action se passe après le second opus de la trilogie Les Nouvelles Chroniques de Krondor.
- La Trilogie de l'empire se déroule en parallèle à la guerre de la faille et à la trilogie Les Nouvelles Chroniques de Krondor.
- Le Legs de la faille est constituée de quatre tomes. Il s'agit d'une saga qui se situe (pour le premier opus) 9 ans après Ténèbres sur Sethanon et 11 ans avant Prince de sang.
- Le Conclave des ombres est constituée de trois tomes.
- La Guerre des ténèbres est constituée de trois tomes.
- La Guerre des démons est constituée de deux tomes.
- La Guerre du chaos est constituée de trois tomes.